# Kodeks mariański

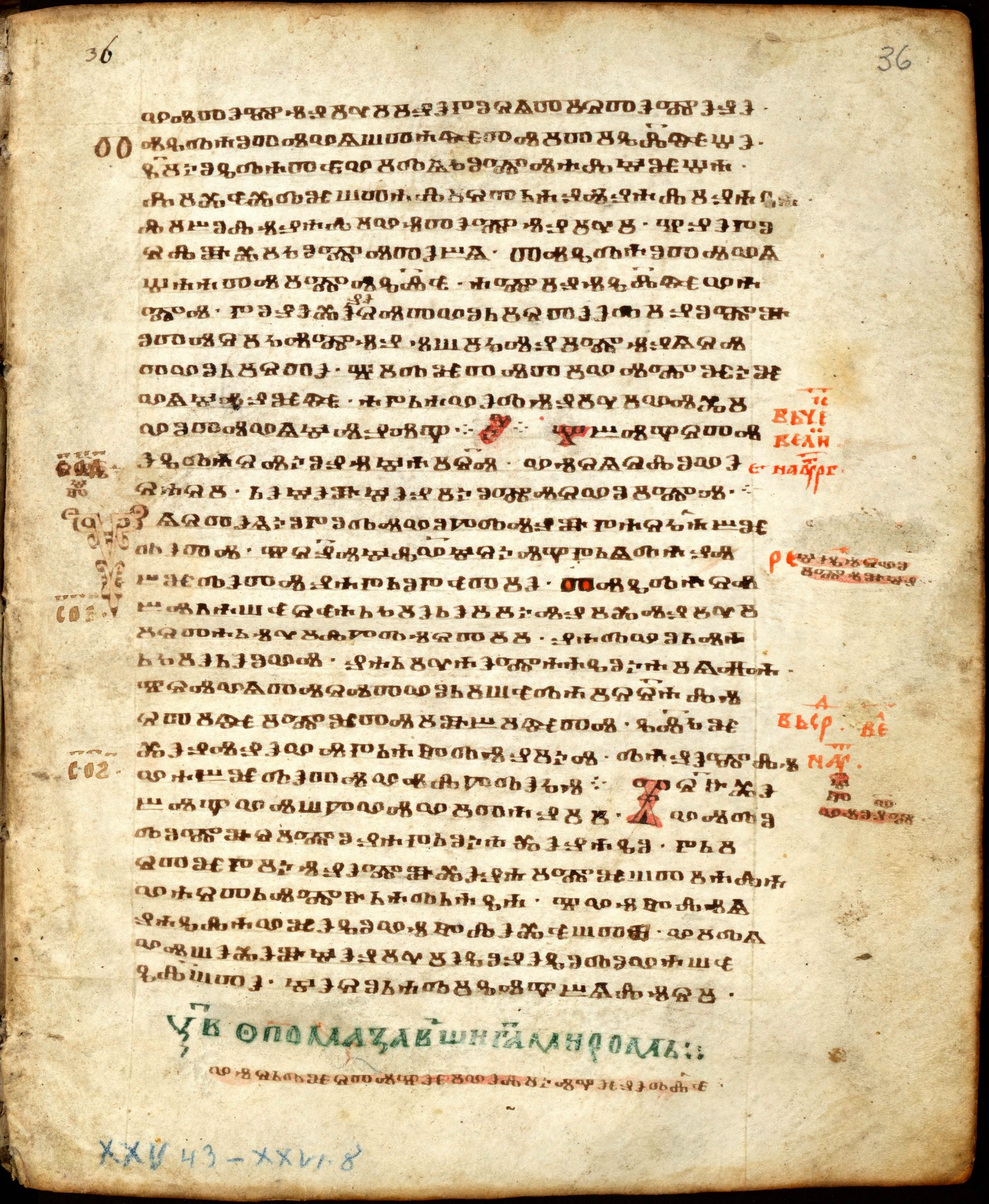
Codex Marianus

Kodeks mariański (łac. Codex Marianus) – manuskrypt głagolicki zawierający tekst 4 ewangelii w przekładzie na język staro-cerkiewno-słowiański, pochodzący z końca X wieku lub początku XI wieku. Zawiera 175 kart, brak w nim jednak początku i końca, a spisana cyrylicą karta 134 została dodana w XIV wieku.
Został odnaleziony przez Wiktora Grigorowicza w klasztorze NMP na górze Athos w 1845 roku i przewieziony do Rosji. Dwie pierwsze karty Kodeksu przechowywane są w Wiedniu, pozostałe 173 w Moskwie. Pełne wydanie tekstu ogłosił w 1883 roku Vatroslav Jagić, w 1960 roku ukazał się jego przedruk fototypiczny.